# Нізовцев Віктор Іванович
Віктор Миколайович Нізовцев (рос. Низовцев Виктор Николаевич, англ. Victor Nizovtsev), 1965, Улан-Уде, Російська Федерація) — російський художник. В творчому доробку митця — реалістичні пейзажі, картини фантастичного і казкового характеру.

## Біографія коротко
Майбутній художник народився в Сибіру, в місті Улан-Уде. Батьки з малим сином перебралися в Молдову в місто Котовськ (Хинчешти).
Художню освіту почав опановувати в дев'ятирічному віці в художній школі Котовська. Навчання продовжив в Художньому училищі міста Кишинів. Відбув службу в лавах радянської армії. По закінченню служби став студентом Університету імені Віри Мухіної в Санкт-Петербурзі. Університет закінчив в 1993 році і повернувся в Молдову, в місто Хинчешти, де працював фаховим художником.
З 1997 року емігрував в Сполучені Штати Америки, де мешкає і нині. Брав участь в декількох персональних та сумісних художніх виставках.
Одружений, має дочку Анну.

## Вибрані твори
- «Свіжий вітер»
- «Береза»
- «Святий Георгій»
- «Русалка»
- «Літній сад в Петербурзі»
- серія «Блазень»
- серія «Казки моїх діда і бабусі»
- стінописи власного будинку
- «Повернення до бабусі»
- «Хронос і чотири пори року»
- «Дід-лісовичок з вороном»
- «Чорний лебідь»
- «Чіпляєм місяць на небо»
- "Вечірні секрети з бабусею "
- «Політ на цибуляній гірлянді»
- «Біла Лебідь»
- «Російська мрія. Тройка»
- «Казкові моделі пересування»

## Інтернет-ресурси
- http://magazines.russ.ru/ural/2003/10/kurgan.html (стаття в журналі «Урал», № 10, 2003)
- https://web.archive.org/web/20160305013141/http://blogs.privet.ru/community/7_4001_8ja_LD/118116234